# تفجير نووي سلمي

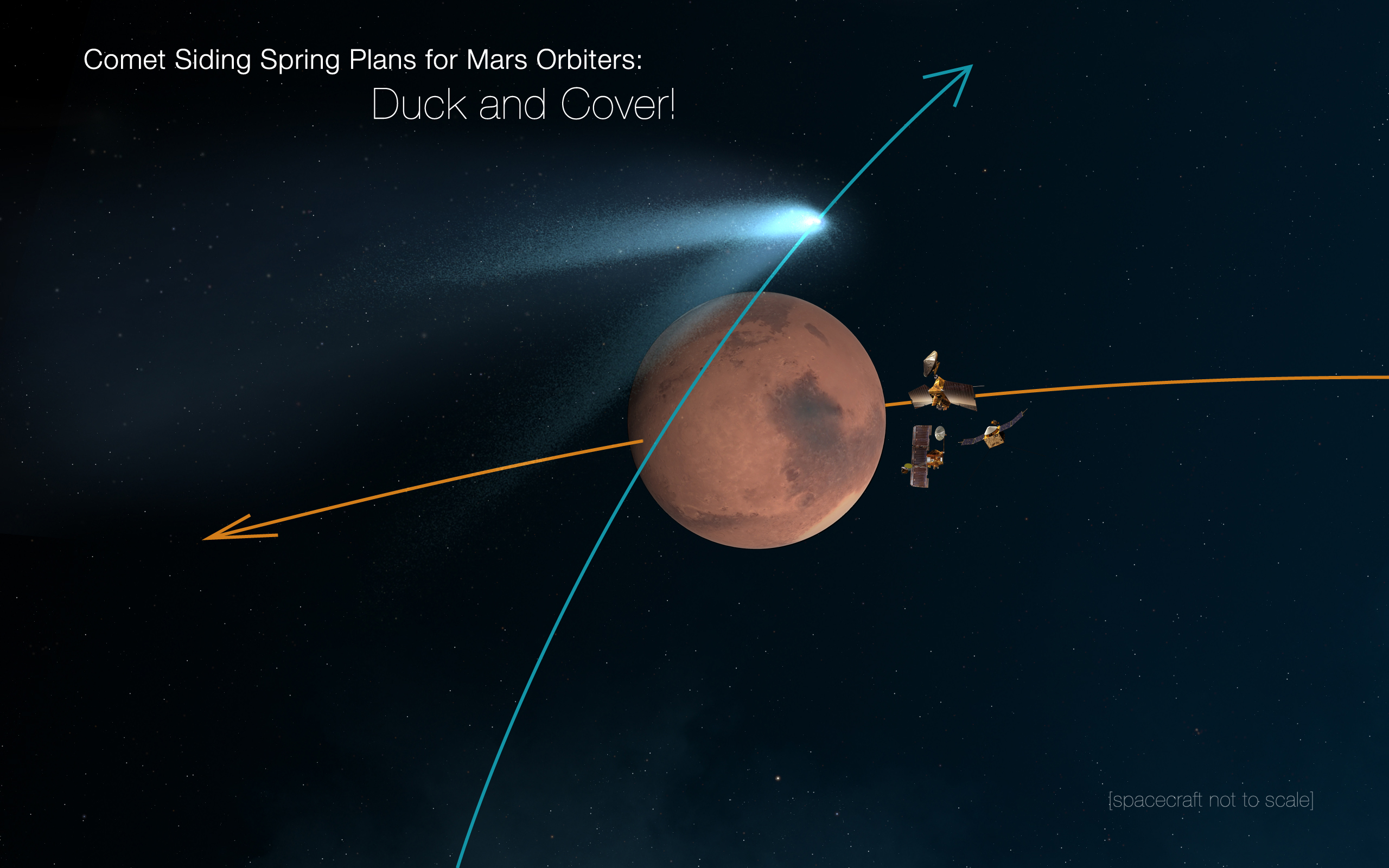
الإقتراب من كوكب المريخ 2014.

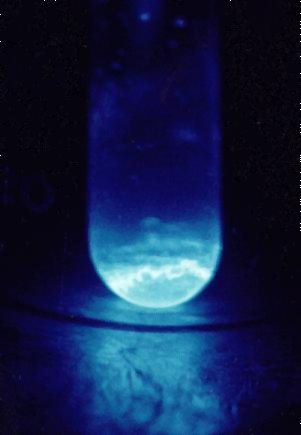
تم اكتشاف العنصر سترونتيوم لأول مرة بكميات صغيرة بعد تحليل تداعيات أول اختبار جوي حراري نووي

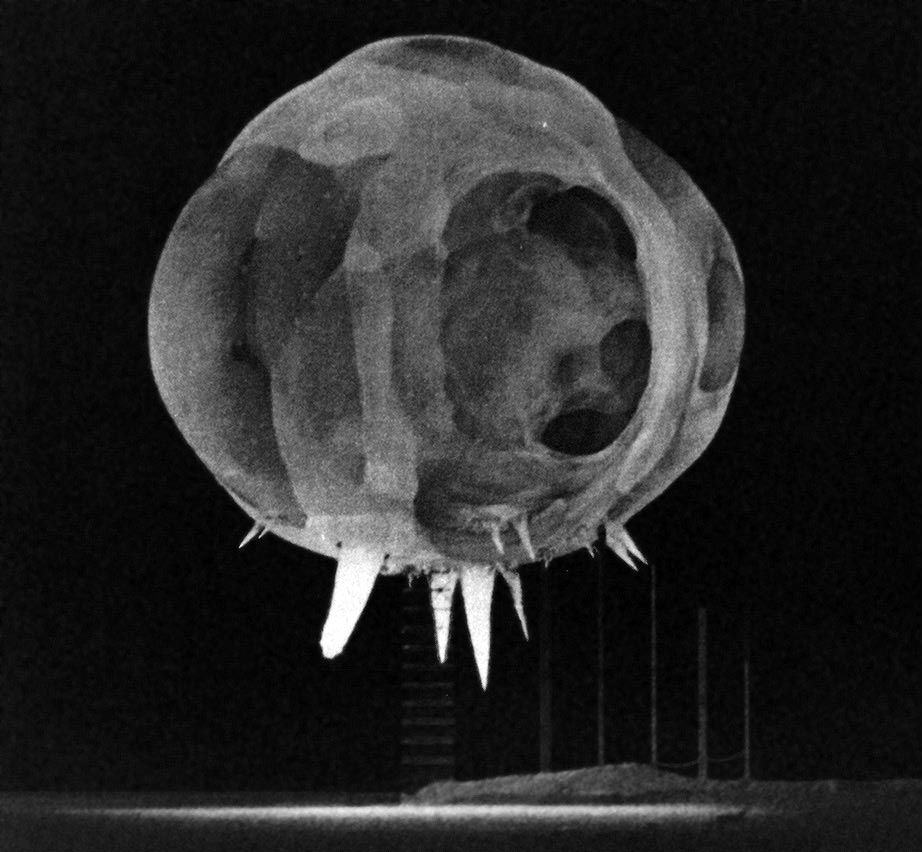
كرة نارية أولية من إحدى طلقات الاختبار عام 1952.

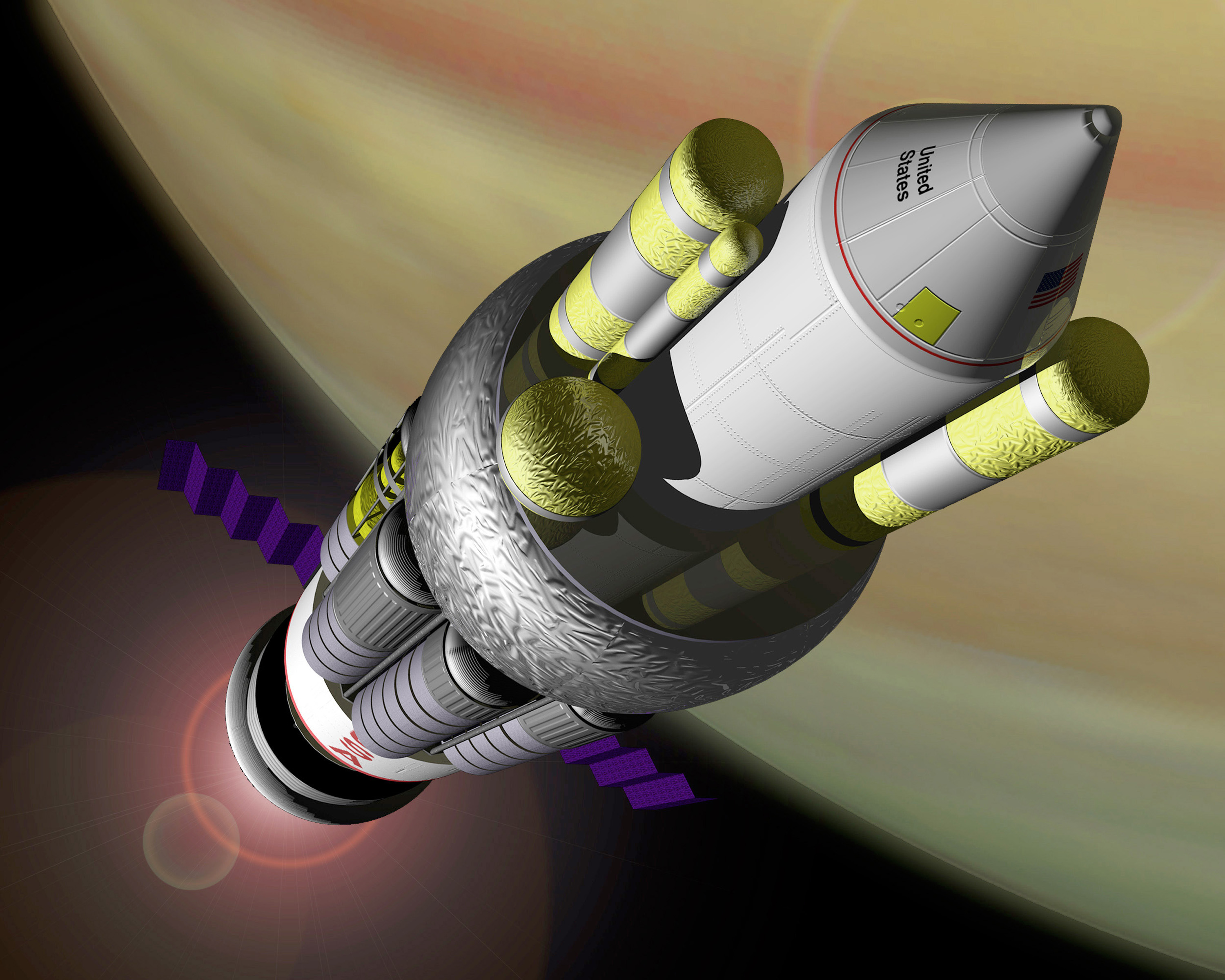
تصور لتصميم وكالة ناسا لـ مشروع أوريون مركبة فضائية مدعومة من دفع النبضة النووية.

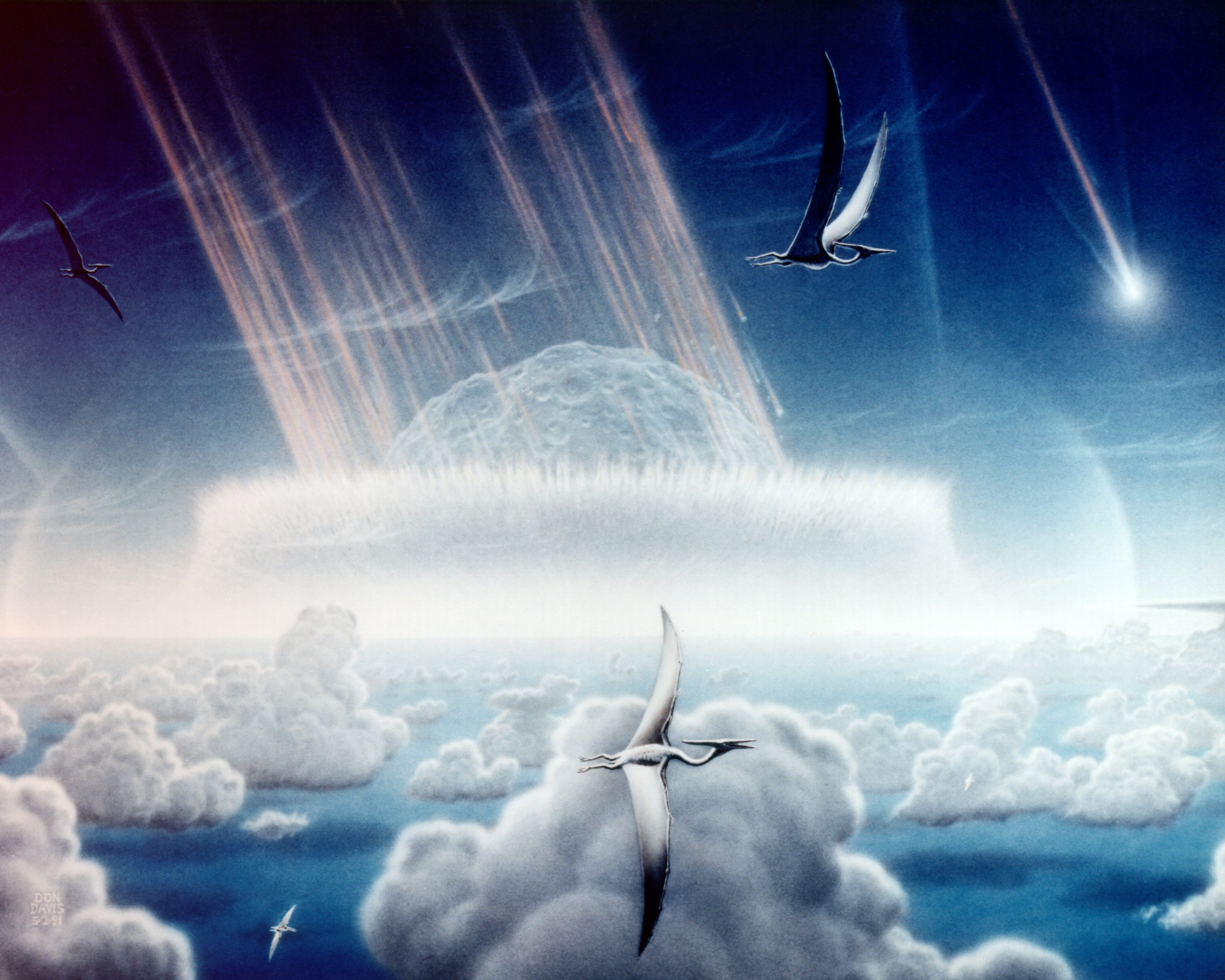
الانطباع الخيالي الذي نتج عنه قتل الديناصور قبل حوالي 65 مليون سنة.

التفجيرات النووية السلمية (PNEs) هي التفجيرات النووية التي أجريت لأغراض غير عسكرية. وتشمل الاستخدامات المقترحة عمليات حفر لبناء القنوات والموانئ، وتوليد الكهرباء، واستخدام التفجيرات النووية في قيادة المركبات الفضائية وكشكل من التكسير الواسع النطاق. كانت التفجيرات النووية السلمية (PNEs) مجالًا لبعض الأبحاث من أواخر الخمسينيات حتى ثمانينيات القرن العشرين، في المقام الأول في الولايات المتحدة والاتحاد السوفيتي.

## نبذة
في الولايات المتحدة أجريت سلسلة من الاختبارات في إطار مشروع بلوشير. تضمنت بعض الأفكار التي تم بحثها تفجير قناة بنما جديدة واستخدام التفجيرات تحت الأرض لتوليد الكهرباء، ومجموعة متنوعة من الدراسات الجيولوجية. أجريت أكبر تجارب التنقيب في تجربة إختبار سيدان النووي في عام 1962 والتي أطلقت كميات كبيرة من الغاز المشع في الهواء. في أواخر ستينيات القرن الماضي كانت المعارضة لـ بلوشير في ازدياد كما أشارت دراسة في السبعينيات حول اقتصاديات المفاهيم إلى عدم وجود استخدام عملي لها.
بدأ البرنامج السوفياتي بعد بضع سنوات من الجهود الأمريكية واستكشف العديد من نفس المفاهيم في إطار انفجاراتهم النووية لبرنامج الاقتصاد الوطني. كان البرنامج أكثر اتساعًا وأجرى في نهاية المطاف 239 تفجير نووي. كما أن بعض هذه الاختبارات قد أفرج عن النشاط الإشعاعي بما في ذلك إطلاق كميات كبيرة من البلوتونيوم في المياه الجوفية وتلوث منطقة قريبة من نهر الفولغا.

## معاهدة التفجيرات النووية السلمية
في معاهدة PNE وافق الموقعون على:
- عدم تنفيذ أي تفجيرات نووية فردية تتجاوز 150 كيلو طن.
- عدم تنفيذ أي انفجار جماعي (يتكون من عدد من الانفجارات الفردية) تزيد عن 1500 كيلو طن.
- عدم تنفيذ أي انفجار جماعي يزيد عن 150 كيلو طن ما لم يتم تحديد الانفجارات الفردية في المجموعة وقياسها بواسطة إجراءات التحقق المتفق عليها.[9][10]

كما أعاد الطرفان التأكيد على التزاماتهما بالامتثال الكامل لمعاهدة الحظر الشامل للتجارب لعام 1963. يحتفظ الطرفان بالحق في تنفيذ التفجيرات النووية للأغراض السلمية في أي بلد آخر إذا طُلب منه ذلك ولكن فقط مع الامتثال الكامل لقيود أحكام معاهدة PNE وبما يتفق مع معاهدة عدم انتشار الأسلحة النووية.
تحدد المادتان الرابعة والخامسة من معاهدة PNE ترتيبات التحقق المتفق عليها. بالإضافة إلى استخدام الوسائل التقنية الوطنية وتنص المعاهدة على أن المعلومات والوصول إلى مواقع الانفجارات سيتم توفيرها من قبل كل جانب وتتضمن التزامًا بعدم التدخل في وسائل وإجراءات التحقق.

## علوم فيزيائية
تم اكتشاف وتوليف العناصر الكيميائية الجديدة عن طريق التحويل النووي وإنتاجها بالكميات اللازمة للسماح بدراسة خصائصها في اختبار الأجهزة النووية المتفجرة.
أدى وجود نظائر جديدة في جميع أنحاء العالم من تجارب الغلاف الجوي التي بدأت في 1950 إلى عام 2008 إلى ايجاد طريقة موثوقة للكشف عن عمليات تزوير الفن. قد تحتوي اللوحات التي تم إنشاؤها بعد تلك الفترة على آثار من السيزيوم 137 وسترونتيوم 90 وهي نظائر لم تكن موجودة في الطبيعة قبل عام 1945.

## دوافع الاستخدام
أول فحص أولي لتأثيرات التفجيرات النووية على مختلف المعادن والمواد غير المعدنية وقعت في عام 1955.
بيانات الاجتثاث التي تم جمعها للمواد المختلفة بمثابة حجر الأساس لدراسة الدفع النبضي النووي ومشروع أوريون ومشروع داديالوس. إن الاستخدام المباشر للمتفجرات النووية باستخدام تأثير البلازما المعزولة المنبعثة من شحنة على شكل نواة تعمل على صفيحة دافع خلفي للسفينة ولا يزال يدرس بجدية كآلية دفع محتملة.
في سبعينيات القرن الماضي قام إدوارد تيلر في الولايات المتحدة بشعبية مفهوم استخدام تفجير نووي لتشغيل قوة ليزر الأشعة السينية ضارة قابلة للانفجار كعنصر من الدرع الدفاعي الصاروخي الباليستي. هذا خلق العشرات من الأشعة السينية ذات التركيز العالي التي من شأنها أن تتسبب في انهيار الصاروخ بسبب الاجتثاث بالليزر.

## الولايات المتحدة: عملية بلوشير
كانت عملية بلوشير اسم برنامج أمريكي لتطوير متفجرات نووية لأغراض سلمية. نُفذ 28 انفجارًا نوويًا بين عامي 1961 و1973.
كان مشروع شاريوت من بين أولى المقترحات الأمريكية للتفجيرات النووية السلمية التي اقتربت من حيز التنفيذ، إذ شمل المشروع تفجير عدة قنابل هيدروجينية لبناء ميناء اصطناعي في كيب تومسون، ألاسكا. لم يُنفذ البرنامج أبدًا بسبب احتجاج السكان الأصليين وعدم جدوى الميناء مقارنةً بالمخاطر والنفقات العالية. كان هناك نقاش حول استخدام تفجيرات نووية لحفر قناة بنما ثانية، بالإضافة إلى بناء قناة بديلة لقناة السويس.
أُجريت أكبر تجربة حفر نووية في عام 1962 في موقع اختبار نيفادا التابع لوزارة الطاقة. أُجري اختبار سيدان النووي كجزء من عملية ستوراكس، وأدى إلى إزاحة 12 مليون طن من الصخور والتراب من الأرض، وبالتالي تكوين أكبر فوهة من صنع الإنسان في العالم، وإنتاج تهاطل نووي كبيرة فوق نيفادا ويوتا. أُجريت ثلاثة اختبارات لتحفيز إنتاج الغاز الطبيعي، ولكن تم التخلي عن المشروع باعتباره غير عملي بسبب تكلفته العالية وتلوث الغاز بالإشعاعات النووية.
نتجت عدة آثار سلبية من انفجارات مشروع بلوشير النووية التي بلغ عددها 27 انفجارًا. مثلًا، ما زال موقع مشروع غاز بوجي الواقع على بعد 55 ميلًا شرق فارمنجتون، نيو مكسيكو، ملوثًا بالإشعاعات النووية بفعل انفجار واحد تحت أرضي أجري عام 1967. شملت الآثار السلبية الأخرى تلف الأراضي، وإعادة توطين عدة مجتمعات، وتلوث الماء بالتريتيوم، والنشاط الإشعاعي، وتهاطل الحطام الذي قُذف عاليًا في الغلاف الجوي. تم تجاهل هذه الآثار والتقليل من شأنها حتى إلغاء البرنامج في عام 1977، إلى حد كبير بسبب معارضة العامة للمشروع، بعد إنفاق 770 مليون دولار عليه.

## الاتحاد السوفيتي: التفجيرات النووية للاقتصاد الوطني
أجرى الاتحاد السوفيتي برنامجًا نوويًا أكثر نشاطًا شمل 239 تجربة نووية، بعضها بقنابل متعددة، بين عامي 1965 و1988 ضمن البرنامج رقم 6 – برنامج استخدام المتفجرات النووية لصالح الاقتصاد الوطني والبرنامج رقم 7 – الانفجارات النووية للاقتصاد الوطني.
صُمم البرنامج الأولي بناءً على النسخة الأمريكية، إذ دُرست نفس المفاهيم الأساسية. وُصف أحد الاختبارات، اختبار تشاجان في يناير 1965، بأنه «نسخة شبيهة» باختبار سيدان الأمريكية. مثل اختبار سيدان، أنتج اختبار تشاجان تدفق هائل من المواد المشعة التي قُذفت في الغلاف الجوي، مع ما يقدر بـ 20% من نواتج الانشطار النووي. أدى كشف عمود الانفجار فوق اليابان إلى توجيه اتهامات من قبل الولايات المتحدة بأن الاتحاد السوفييتي أجرى اختبارًا فوق الأرض منهكًا معاهدة الحظر الجزئي للتجارب النووية، ولكن اسقُطت هذه التهم لاحقًا.
ركز برنامج «السبر الزلزالي العميق» الأحدث والأكثر شمولًا على استخدام تفجيرات نووية أصغر بكثير لأغراض جيولوجية متعددة. اعتُبرت بعض هذه الاختبارات تشغيليةً وليست تجريبيةً بحتة. شملت هذه الاختبارات استخدام تفجيرات نووية سلمية لتوليد زلازل عميقة. بالمقارنة مع استخدام المتفجرات التقليدية أو الأساليب الميكانيكية، تسمح التفجيرات النووية بقياس اهتزازات زلزالية أطول (تصل إلى آلاف الكيلومترات).
هناك أنصار لاستمرار برامج التفجيرات النووية السلمية في روسيا الحديثة، بحجة أن البرنامج دفع نفقاته بالفعل ووفر على الاتحاد السوفيتي مليارات الروبلات ويمكنه توفير المزيد إذا استمر. يقول هؤلاء الأنصار أيضًا أن التفجيرات النووية السلمية هي الطريقة الوحيدة الممكنة لإخماد الحرائق الكبيرة لرواسب الغاز الطبيعي، وأنها الطريقة الأكثر أمانًا والأكثر جدوى من الناحية الاقتصادية لتدمير الأسلحة الكيميائية.
يذكر المعارضون، بما في ذلك أليكسي يابلوكوف غير الموثوق، أن جميع تقنيات التفجيرات النووية السلمية لها بدائل غير نووية وأن العديد من هذه التفجيرات تسببت بكوارث نووية.
استُشهد بتقارير الاستخدام السوفياتي الناجح للتفجيرات النووية في إخماد حرائق آبار الغاز على نطاق واسع في مناقشات سياسة الولايات المتحدة حول الخيارات المتاحة لوقف التسرب النفطي في خليج المكسيك عام 2010 المُسمى ديب واتر هورايزون.